# Janine Dacosta
Janine Adriaanse-Dacosta (Bordeaux, 19 maart 1923 - Middelburg, 13 maart 2021) was een Franse pianiste. Ze was gehuwd met de Nederlander François Willem Adriaanse, die woonde en werkte in Nederland.
Ze won de eerste prijs op het Concours international Marguerite-Long-Jacques-Thibaud in 1951. Sindsdien is Dacosta ontelbare malen te beluisteren geweest, zowel in de concertzaal als via radio en televisie. Zij trad op met beroemde dirigenten als Charles Munch, Ferenc Friscay, Willem van Otterloo, Rafael Kubelík, Eduard van Beinum, Eugen Jochum, Colin Davis, Edo de Waart, Anton Kersjes en David Zinman. Ook op het terrein van de kamermuziek is ze actief geweest. Zo vormde zij enige jaren een duo met violist Theo Olof. 
In 1961 vestigde Janine Dacosta zich in Nederland en combineerde zij haar bestaan als concertpianiste met het docentschap aan het Koninklijk Conservatorium van Den Haag. Dacosta vormde een duo voor vierhandig piano met Leen de Broekert, met wie ze de werken van Franz Schubert voor piano vierhandig op het label Zefirrecords heeft opgenomen.
- Library of Congress Control Number: no2006003144
- MusicBrainz: 16a1256e-b66d-4167-9ed7-7dbf7bf27764
- Nationale Bibliotheek van Israël: 987007347449605171
- Virtual International Authority File: 39560378
- WorldCat: E39PBJj4rqFHmBxt79PpPQycfq